# Lithostege scripta
Lithostege scripta là một loài bướm đêm trong họ Geometridae.